# کاتاژینا چیخوپک
کاتاژینا چیخوپک (لهستانی: Katarzyna Cichopek؛ زادهٔ ۷ اکتبر ۱۹۸۲) بازیگر تئاتر، تلویزیون و سینما و همچنین هنرمند رقص اهل لهستان است.
از فیلم‌ها یا مجموعه‌های تلویزیونی که وی در آن‌ها نقش داشته‌است، می‌توان به رقص با ستاره‌ها، ورای تخت جراحی و ع چون عشق اشاره نمود.